# Microsoft Certified Systems Engineer
Microsoft Certified Systems Engineer (MCSE) – jest to pierwszy tytuł przyznawany przez firmę Microsoft dla osób, które potwierdziły wiedzę z zakresu znajomości systemów operacyjnych z rodziny Microsoft Server NT/2000/2003/2008/2012 i zdały 5 egzaminów. Było to około 100 osób w Polsce certyfikat specjalistów zajmujących się analizą wymagań biznesowo-informatycznych oraz projektowaniem i wdrażaniem infrastruktury rozwiązań informatycznych wykorzystujących platformę Microsoft Windows Server, w tym systemy z rodziny Windows Server 2012.  
Certyfikat MCSE uzyskuje się po zdaniu pięciu egzaminów.
Certyfikat MCSE można uzyskać w specjalnościach:
- Server Infrastructure
- Desktop Infrastructure
- Private Cloud
- Data Platform
- Business Intelligence
- Messaging
- Communication
- SharePoint

Tytuł MCSE należy do istniejącej generacji certyfikatów Microsoft.
Certyfikacja MCSE pierwotnie oznaczała Microsoft Certified Systems Engineer. W 2012 r. Microsoft dokonał pewnych zmian w programie Microsoft Certified Professional (MCP) i zmienił nazwę MCSE na Microsoft Certified Solutions Expert [7]. W tym samym czasie nazwa MCSA została przemianowana na Microsoft Certified Solutions Associate; od oryginalnej, poprzedniej nazwy Microsoft Certified Systems Administrator.